# 喷鴷科
喷鴷科（学名：Bucconidae）也称蓬头鴷科，是鴷形目的一个科，现存10属30余种，分布于拉丁美洲热带地区（新热带界）。背部多为黑色或褐色，以昆虫、蜥蜴等为食。
- 黑胸喷鴷属（Notharchus）
- 喷鴷属（Bucco）
- Nystalus
- 黄喉喷鴷属（Hypnelus）
- 须喷鴷属（Malacoptila）
- 小喷鴷属（Nonnula）
- 白脸鴷属（Hapaloptila）
- 黑鴷属（Monasa）
- 黄翅鴷属（Chelidoptera）
- 矛喷鴷属（Micromonacha ）